# Eugenio Bianchi
Eugenio Bianchi (Faicchio, 16 febbraio 1979) è un fisico italiano.
Ha conseguito il dottorato di ricerca in fisica nel 2010 presso la Scuola Normale Superiore di Pisa e attualmente è professore associato alla Pennsylvania State University.
In precedenza ha lavorato al Perimeter Institute in Canada e,  in Francia, nel gruppo di Carlo Rovelli al "Centre de Physique Théorique" di Luminy (Università di Marsiglia). 
I suoi principali interessi riguardano la gravità quantistica a loop, la teoria quantistica dei campi e la termodinamica dei buchi neri.
Nel 2013 ha ricevuto il Premio Matvej Bronstein per ricerche originali nel campo della gravità quantistica a loop.
Alcuni articoli scientifici di rilievo:
- Eugenio Bianchi, Robert C. Myers,``On the Architecture of Spacetime Geometry,'' Class.Quant.Grav. 31 (2014) 214002, su inspirehep.net
- Eugenio Bianchi, Pietro Dona, Simone Speziale, ``Polyhedra in loop quantum gravity,'' Phys.Rev. D83 (2011) 044035, su inspirehep.net
- Eugenio Bianchi, Hal M. Haggard, ``Discreteness of the volume of space from Bohr-Sommerfeld quantization,'' Phys.Rev.Lett. 107 (2011) 011301, su inspirehep.net
- Eugenio Bianchi, Carlo Rovelli, and Rocky Kolb. ``Is dark energy really a mystery?'' Nature 466.7304 (2010): 321-322
- Eugenio Bianchi, Carlo Rovelli, Francesca Vidotto, ``Towards Spinfoam Cosmology,''  Phys.Rev. D82 (2010) 084035, su inspirehep.net
- Eugenio Bianchi, ``The Length operator in Loop Quantum Gravity,'' Nucl.Phys. B807 (2009) 591-624, su inspirehep.net
- Eugenio Bianchi, Leonardo Modesto, Carlo Rovelli, Simone Speziale, ``Graviton propagator in loop quantum gravity, '' Class.Quant.Grav. 23 (2006) 6989-7028, su inspirehep.net